# MB-3 Tamoyo
Il Bernardini MB-3 Tamoyo era un prototipo brasiliano di carro armato da combattimento sviluppato dall'impresa privata Bernardini S/A Industria e Comercio di San Paolo, nel corso degli anni ottanta del XX secolo e rimasto allo stadio di prototipo.

## Sviluppo
Nel tentativo di sostituire gli obsoleti carri M41 Walker Bulldog che costituivano la dotazione dei reparti corazzati dell'Exército Brasileiro, a partire dal 1978 l'industria Bernardini S/A, insieme al CTEx (Centro Tecnológico do Exército) di Rio de Janeiro, sviluppò un derivato del carro americano dotato di scafo ridisegnato e allungato e armato con un pezzo da 90 mm che ricevette la denominazione provvisoria di X-30, e poi quella definitiva di MB-3 Tamoyo. Il mock-up fu completato nel corso del 1982, armato con il cannone da 76 mm standard in dotazione ai 287 M-41C Cazias allora in servizio. In quello stesso anno la ditta ENGESA iniziò lo sviluppo iniziò lo sviluppo di un nuovo tipo di carro armato designato EE-T1 Osório armato con un pezzo a canna rigata Royal Ordnace L7 da 105 mm.
Il nuovo carro MB-3 Tamoyo suscitò l'interesse del governo brasiliano, e di quelli paraguayano e peruviano, le cui forze armate avevano in servizio gli M-41, e fu deciso di costruire alcuni prototipi da utilizzare per valutazioni operative che furono realizzati tra il 1983 e il 1987. I mezzi erano equipaggiati con un motore diesel a 8 cilindri Saab-Scania DSI-14 erogante la potenza di 500 CV abbinato a una trasmissione automatica General Dynamics HMPT-500 con 3 marce avanti e una indietro. Le sospensioni erano quelle a barre di torsione standard dell'M-41, mentre il treno di rotolamento verteva su sei ruote anziché le cinque del precedente tipo. Il carro poteva superare trincee larghe 2,4 m, pendenze del 60%, e senza preparazione corsi d’acqua profondi 1,3 m.
L'armamento si basava su un cannone Bernardini M32 BR3 da 90/40 mm con dotazione di 68 colpi ed elevazione da -6º a +18º. L'armamento secondario verteva su di una mitragliatrice FN MAG cal. 7,62 mm installata coassialmente al cannone, mentre quello antiaereo si basava su di una mitragliatrice Browning M2HB cal. 12,7 mm posizionata sul tetto della torretta. Grazie all'adozione di un sistema di stabilizzazione della torretta su due assi il mezzo poteva sparare in movimento sia con il cannone che con la mitragliatrice coassiale, anche a elevata velocità. L'equipaggio era composto da 4 membri, capocarro, cannoniere, servente e pilota, ognuno dei quali poteva vedere all'esterno grazie a un proprio periscopio Kollmorgen. Il sistema di controllo del tiro Ferranti Falcon era dotato di telemetro laser e calcolatore balistico digitale. Come difesa passiva su entrambi i lati della torretta vi erano installati 4 lanciagranate per artifizi fumogeni o flares.

### La versione MB-3 Tamoyo III
Nel tentativo di dare vita a una versione più potente, nel 1987 fu realizzato un terzo prototipo, designato MB-3 Tamoyo III. Tale carro, del peso di 31 t, era lungo allo scafo 7,4 m (8,77 con il cannone), largo 3,22 e alto 2,2 m. Il propulsore era un Detroit Diesel 8V-92TA da 730 CV, che garantiva un rapporto peso: potenza di 25 hp/t. Tale motore era abbinato a una trasmissione automatica Allison CD-500-3, con una marcia avanti e una indietro. La velocità massima era pari a 68 km/h, 30 km/h fuori strada, mentre l'autonomia di 550 km era garantita dalla dotazione di 700 litri di carburante.
Il mezzo era equipaggiato con una torretta modificata che ospitava un 1 cannone L7A3 a canna rigata da 105/52 mm, con 40 colpi di riserva, sparante munizionamento APFSDS-T, HEAT e HESH. La corazzatura era in compositi, e il carro aveva un sistema automatico di soppressione del fuoco ad anidride carbonica, vano munizioni sigillato per contenere l'eventuale esplosione del munizionamento, portellone di fuga per l'equipaggio e, opzionale, completa protezione per operare in ambiente NBC.
La crisi attraversata dal settore della difesa brasiliana tra la fine degli anni ottanta e all'inizio del anni novanta determinò l'abbandono dei programmi MB-3 Tamoyo III ed EE-T1 Osório, che furono sostituiti con l'acquisto di materiale usato negli USA (carri M-60A3TTS) e Belgio (carri Leopard 1A1).

## Versioni
- X-30: mock-up armato di un cannone M32 da 76/60 mm
- MB-3 Tamoyo: un prototipo armato di un cannone Bernardini M32 BR3 da 76 mm completato nel maggio 1984.
- MB-3 Tamoyo II: tre prototipi armato con cannone Bernardini da 90/40 mm, ed equipaggiati con propulsore Saab-Scandia DSI-14 da 500 hp.
- MB-3 Tamoyo III: quinto prototipo armato con cannone Royal Ordnace L7A3 da 105/52 mm, ed equipaggiato con propulsore Detroit Diesel 8V-92TA da 730 CV.[N 1]
- Semovente AA: versione semovente antiaereo armato con due cannoni Bofors L/70 da 40 mm, non realizzata.

### Annotazioni
1. ↑  Il prototipo del carro MB-3 Tamoyo III fu poi smantellato e i suoi componenti restituiti ai fornitori in quanto mancavano i fondi per il loro acquisto.

### Fonti
1. 1 2 3 4 5 6  Gelbart 1996, pp. 11-12.
2. 1 2 3  Da Frè 2015, p. 69.
3. ↑  Gelbart 1996, pp. 13-14.

### Periodici
- Giuliano Da Frè, Il rinnovamento dell'esercito brasiliano, in RID- Rivista Italiana Difesa, n. 9, Chiavari, Giornalistica Riviera Soc. Coop. s.r.l., settembre 2015,  pp. 64-75.